# ۱۲۶۱ (خورشیدی)
۱۲۶۱ هزار و دویست و شصت و یکمین سال هجری خورشیدی است.

## زادروزها
- ۲۶ خرداد - محمد مصدق، دولت‌مرد ایرانی و نخست‌وزیر ایران از ۱۳۳۰ تا ۱۳۳۲ (مرگ ۱۳۴۵)
- حسین علاء، سیاستمدار ایرانی و از نخست وزیران دوره محمد رضا شاه پهلوی .
- مصطفی عدل : حقوقدان و سیاستمدار ایرانی.
- فخرالدوله : دختر مظفرالدین شاه قاجار (مرگ ۱۳۳۴)
- رئیسعلی دلواری : مبارز مشروطه‌خواه و رهبر قیام جنوب (مرگ ۱۲۹۴)